# Colpognathus intermedius
Colpognathus intermedius là một loài tò vò trong họ Ichneumonidae.